# 霍嬗
霍嬗（かく せん）は、中国の前漢時代の人物である。生年不明、紀元前110年死。字は子侯。武帝に仕えたが若くして死んだ。奉車都尉。冠軍侯（哀侯）。
父は匈奴との戦いで大功を立てた霍去病。元狩6年（紀元前117年）に父が死んだあと、元鼎元年（紀元前116年）に後を継いで冠軍侯となった。まだ若かったが、武帝に目をかけられ、奉車都尉に任じられた。武帝はゆくゆくは霍嬗を将軍にしようと考えていた。
6年後の元封元年（紀元前110年）、武帝が泰山で封禅を行ったとき、随従して、死んだ。哀侯と謚された。子がなく、冠軍侯は廃された。6年後の元封元年に死んだとするのは『史記』で、『漢書』の「外戚恩沢侯表」は侯になってから7年で死んだと記す。